# NGC 70
NGC 70 è una galassia a spirale situata nella costellazione di Andromeda.
La galassia è stata scoperta il 7 ottobre 1855 dall'astronomo R. J. Mitchell, e in seguito osservata il 19 dicembre 1897 dall'astronomo francese Guillaume Bigourdan che la descrisse come "estremamente debole, molto piccola, rotonda, posta tra due deboli stelle".

## Caratteristiche
La galassia appartiene alla classe di luminosità III e presenta una larga riga a 21 cm dell'idrogeno neutro. È inoltre una galassia attiva del tipo Seyfert-2.
Il valore della luminosità superficiale pari a 14,1 la fa qualificare come galassia a bassa luminosità superficiale (abbreviata in LSB, dall'inglese low surface brightness). Si tratta di galassie diffuse (D) con una luminosità superficiale inferiore a quello del cielo notturno.
NGC 70 fa parte di un gruppo compatto di 7 o 8 galassie indicate come sottogruppo VV 166, che fa parte del più esteso Gruppo di NGC 68. Il sottogruppo comprende tre galassie brillanti NGC 70, NGC 71 e NGC 72, oltre ad altre galassie più deboli.
NGC 68, che dà il nome al gruppo più vasto, mostra discrepanze nella velocità radiale rispetto agli altri membri del gruppo; inoltre l'assenza di distorsioni gravitazionali suggerisce che potrebbe trattarsi di una galassia non collegata al gruppo e posta semplicemente sulla nostra linea di vista. Nelle fotografie, il gruppo con NGC 70 ricorda molto il più famoso Quintetto di Stephan.